# Presto (Bolivia)
Presto è un comune (municipio in spagnolo) della Bolivia nella provincia di Jaime Zudáñez (dipartimento di Chuquisaca) con 11.856 abitanti dato 2012).

## Cantoni
Il comune è suddiviso in 3 cantoni (popolazione 2012).
- Pasopaya - 1.669 abitanti
- Presto - 7.387 abitanti
- Rodeo - 2.800 abitanti